# Квартирантка під вуаллю
«Квартирантка під вуаллю» (англ. The Adventure of the Veiled Lodger) — твір із серії «Архів Шерлока Холмса» Артура Конана Дойла. Уперше опубліковано у Strand Magazine у 1927 році.

## Сюжет
До Шерлока Холмса звертається місіс Мерілоу з Брікстона. Вона розповідає про свою квартирантку, місіс Рондер, яка ніколи не показувала свого обличчя, ховаючи його під вуаллю. Одного разу вона бачила її без вуалі, обличчя жінки було дуже понівечене.
Господарка помітила, що здоров'я квартирантки погіршується. Уночі вона кричала: «Жорстокий! Звір! Зрадник!» місіс Мерілоу порадила звернутись до поліцейських, або до священика, нащо жінка категорично відмовилась. Вона сказала, що перед смертю їй треба розказати комусь правду. Господарка запропонувала детектива, про якого пишуть усюди, нещасна з радістю погодилась.
Після того, як жінка пішла, Холмс згадав подію, що відбулася в Аббас Парва. На нічліг зупинився цирк, який прямував у Вімблдон. Уночі працівники цирку прокинулась від жахливих криків жінки. Північноафриканський лев на прізвисько Король Сахари, якого могли годувати тільки господарі цирку — містер і місіс Рондер, напав на них. Містер Рондер загинув, а жінка отримала жахливі понівечення обличчя. Холмс звертає увагу на дивний перебіг події. Лев виривається з клітки, починає бігти за чоловіком (так як на потилиці залишились слід від пазурів), а потім раптом повертається до жінки і починає спотворювати її. Також одночасно з її криком було чутно й чийсь чоловічий переляканий вигук, очевидно, що це був не містер Роднер з проломленим черепом.
Прибувши до місіс Мерілоу, Холмс з Вотсоном вислуховують розповідь квартирантки. Вона з десяти років почала займатися у цирку. Пізніше в неї закохався Рондер, за якого вона вийшла заміж. Після цього він почав знащатися над жінкою, гуляючи з іншими. Коли вона починала протестувати, він зв'язував її і бив хлистом. Не байдужим Рондер був і до алкоголю. Поступово цирк покинула одні з найкращих акторів. Один з тих, що залишився, Леонардо, постійно співчував нещасній дружині. Рондер запідозрив зв'язок актора з жінкою і Леонардо вирішив помститися смертю. Він виготовив дубинку з п'ятьма гвіздками, слід від якої був би схожим на слід від лапи лева. Леонардо трохи забарився з ударом, і вдарив Рондера пізніше. У цей момент жінка відкрила клітку, а лев накинувся на неї, бо на неї потрапила кров чоловіка. Леонардо злякався й відбіг. Через півроку місіс Рондер прийшла до тями, почавши вести усамітнене життя.
Після розповіді, місіс Рондер показала обличчя. Воно було понівечене до верхньої губи. Холмс говорить жінці, що життя це шанс, який не можна втрачати.
Через два дні до детектива з листом була надіслана пляшечка синильної кислоти, якою жінка хотіла отруїтися, але передумала.

## Галерея
Художник — Фредерік Дорр Стіл.

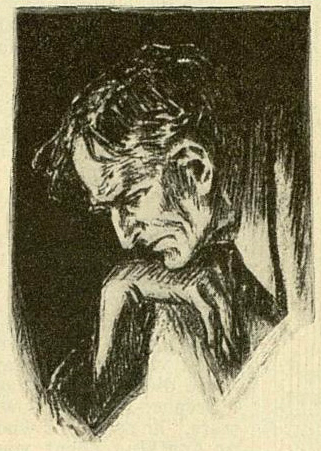
Шерлок Холмс
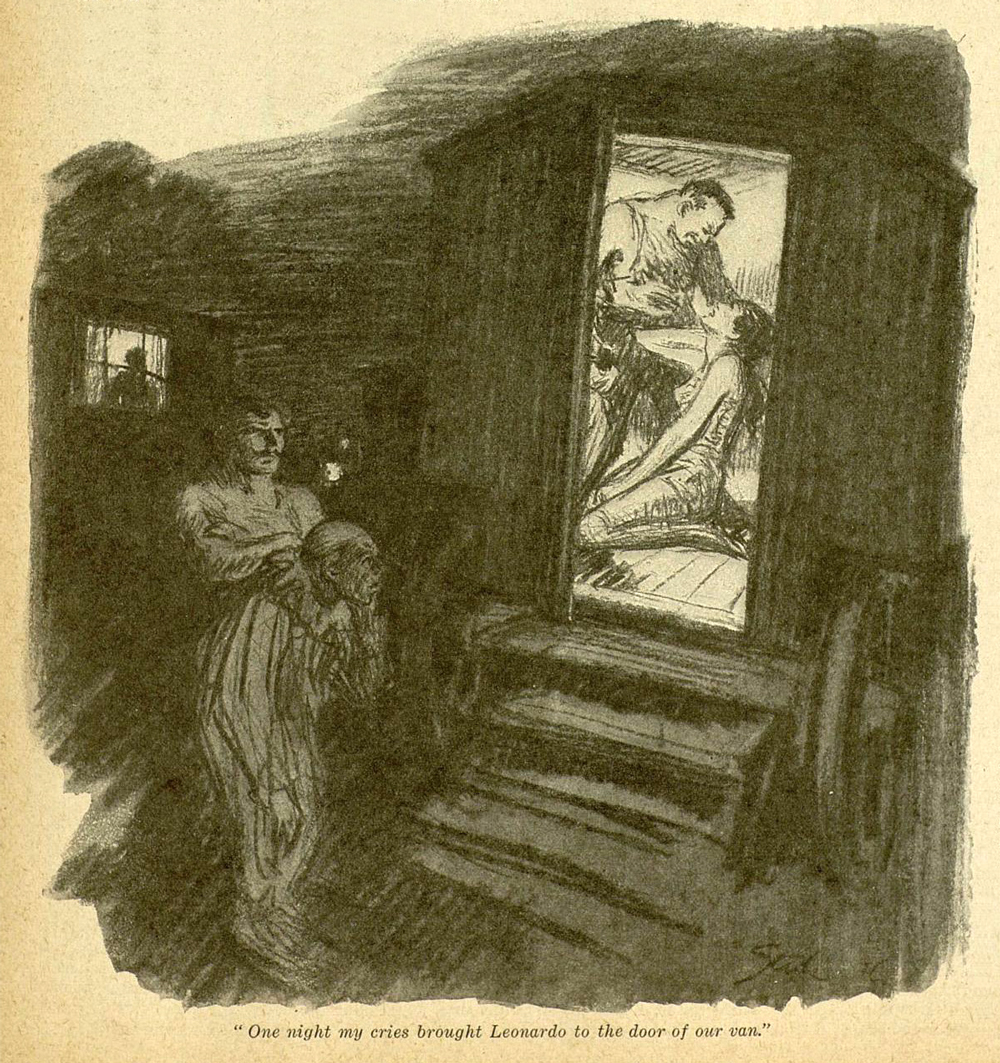
Леонардо під дверима чує як містер Рондер бив свою дружину
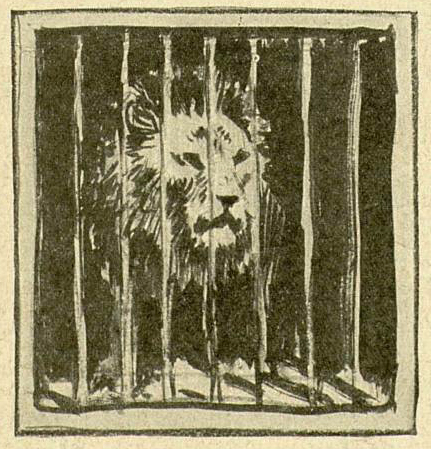
Лев на прізвисько «Король Сахари»
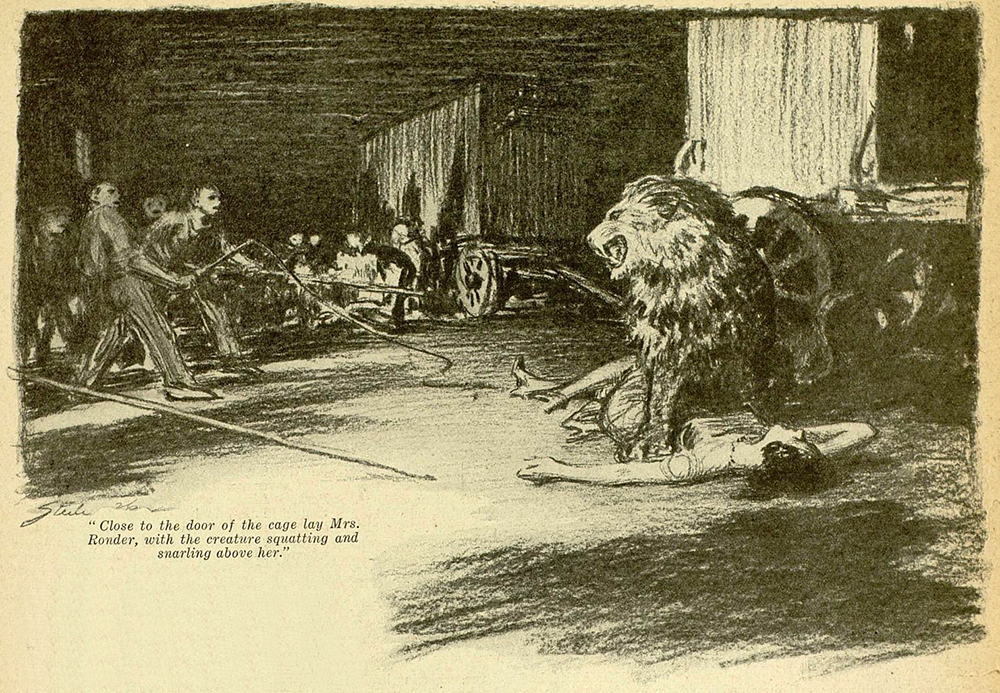
Працівники цирку намагаються відігнати лева від місіс Рондер